# Daughters of Isis
Les Filles d'Isis (en anglès nord-americà: Daughters of Isis) són el cos auxiliar femení de l'Antiga Ordre Àrab Egípcia dels Nobles del Santuari Místic, els Shriners afroamericans afiliats a la Francmaçoneria Prince Hall.
Els grups locals de les Filles de Isis van ser fundats a Maryland, en Rhode Island i a Washington DC, durant els primers anys del segle XX i en 1909 els representants d'aquests grups locals es van reunir amb un comitè dels Shriners de Prince Hall i van sol·licitar formalment la formació d'una organització nacional de dones entre els familiars dels membres de l'Antiga Ordre Àrab Egípcia dels Nobles del Santuari Místic. El permís va ser concedit durant la convenció anual dels Shriners, que va tenir lloc en la ciutat de Detroit, Michigan, el 24 d'agost de 1910. En el moment de la creació dels grups hi havia 12 corts o grups locals.
Les organitzacions locals són anomenades Corts i l'organització nacional és anomenada la Cort Imperial.
Els rituals de l'organització estan basats en la mitologia egípcia i en les llegendes de l'antiga deessa egípcia Isis. Hi havia 12.000 membres repartits en 184 corts en l'any 1979.Actualment, hi ha gairebé 200 corts localitzades en els Estats Units, Canadà, les Bahames, Alemanya, Itàlia, Corea del Sud i Japó.